# KFC Muizen
KFC Muizen is een Belgische voetbalclub uit Muizen. De club is aangesloten bij de KBVB met stamnummer 367 en heeft groen en geel als kleuren.

## Geschiedenis
De club sloot zich in 1924 aan bij de Belgische Voetbalbond en ging er in de regionale reeksen van start.
FC Muizen bleef de volgende decennia in de provinciale reeksen spelen. Aangezien de gemeente Muizen toen in de provincie Brabant lag, speelde men in de Brabantse provinciale reeksen. Daar bleef men ook spelen toen de gemeente Muizen bij de fusies van 1977 bij Mechelen werd gevoegd en zo bij de provincie Antwerpen werd ondergebracht. Op dat moment speelde de club immers in Tweede Provinciale, en een overstap naar de Antwerpse provinciale reeksen had betekend dat men in Vierde Provinciale had moeten herstarten.
De club bleef zo de volgende decennia in de Brabantse provinciale reeksen spelen. Na een titel in 2002 bereikte KFC Muizen er het hoogste provinciale niveau, Eerste Provinciale. Men zakte echter al gauw terug, zelfs tot in Derde Provinciale. In 2010 volgde zelfs een eerste degradatie naar Vierde Provinciale, het allerlaagste niveau. Dankzij een titel kon men na een seizoen toch terugkeren in Derde Provinciale. Die terugkeer verliep echter moeizaam en Muizen eindigde weer allerlaatste. Men degradeerde weer naar het allerlaagste niveau, en ditmaal besloot men van de gelegenheid gebruik te maken om over te stappen naar de Antwerpse provinciale reeksen.
KFC Muizen ging zo in 2012 van start in de Antwerpse Vierde Provinciale. Sportief had men het moeilijk en men eindigde er de volgende seizoenen onderin zijn reeks.

## Bekende (oud)spelers
- Amine Boujouh
- Daam Foulon

## Erelijst
- Vierde provinciale (voetbal België)

winnaar (1x): 2010/11

## Resultaten
| Seizoen | Klasse | Klasse | Klasse | Klasse | Klasse | Klasse | Klasse | Klasse | Reeks                | Punten | Opmerkingen                       |
|         | I      | II     | III    | IV     | P.I    | P.II   | P.III  | P.IV   |                      |        |                                   |
| ------- | ------ | ------ | ------ | ------ | ------ | ------ | ------ | ------ | -------------------- | ------ | --------------------------------- |
| 2010/11 |        |        |        |        |        |        |        | 1      | Vierde Prov. Brab.   | 76     |                                   |
| 2011/12 |        |        |        |        |        |        | 15     |        | Derde Prov. Brab.    | 15     |                                   |
| 2012/13 |        |        |        |        |        |        |        | 14     | Vierde Prov. Antw.   | 29     |                                   |
| 2013/14 |        |        |        |        |        |        |        | 15     | Vierde Prov. Antw.   | 20     |                                   |
| 2014/15 |        |        |        |        |        |        |        | 11     | Vierde Prov. Antw.   | 26     |                                   |
| 2015/16 |        |        |        |        |        |        |        | 15     | Vierde Prov. Antw.   | 9      |                                   |
| 2016/17 |        |        |        |        |        |        |        | 15     | Vierde Prov. Antw.   | 24     |                                   |
| 2017/18 |        |        |        |        |        |        |        | 14     | Vierde Prov. Antw.   | 29     |                                   |
| 2018/19 |        |        |        |        |        |        |        | 8      | Vierde Prov. Antw.   | 44     |                                   |
| 2019/20 |        |        |        |        |        |        |        | 13     | Vierde Prov. Antw.   | 31     |                                   |
| 2020/21 |        |        |        |        |        |        |        | -      | Vierde Prov. Antw.   | -      | Seizoen geschrapt wegens Covid-19 |
| 2021/22 |        |        |        |        |        |        |        | 3      | Vierde Prov. Antw.   | 66     |                                   |
| 2022/23 |        |        |        |        |        |        |        | 4      | Vierde Prov. Antw.   | 53     |                                   |
| 2023/24 |        |        |        |        |        |        |        | 7      | Vierde Prov. Antw. D | 43     |                                   |
| 2024/25 |        |        |        |        |        |        |        | 2      | Vierde Prov. Antw. D | 66     |                                   |
| 2025/26 |        |        |        |        |        |        |        |        | Vierde Prov. Antw. D |        |                                   |